# Petras Klimas
Petras Klimas est un diplomate et historien lituanien né le 23 février 1891 à Kušliškiai, dans la municipalité de Kalvarija et mort le 16 janvier 1969 à Kaunas. En février 1918, il est l'un des vingt signataires de la déclaration d'indépendance de la Lituanie.

## Biographie
Né dans la famille d'un grand fermier, Petras Klimas est scolarisé à l'école primaire Kazys Boruta à Liudvinavas (municipalité de Marijampolė). Il participe au mouvement de libération nationale en éditant notamment en 1908, avec plusieurs camarades du gymnase, un journal révolutionnaire clandestin. Les exemplaires du périodique sont saisis par des gendarmes. Avec quatre autres élèves Klimas est renvoyé du gymnase, mais défendu par Andrius Bulota (lt), il sera finalement réintégré. Il finit ses études secondaires en 1910. Il collabore activement avec le journal libéral Aušrinė et y occupe le poste de rédacteur en 1911. 
En 1914, il est diplômé de la faculté de droit de l'université Lomonossov de Moscou. En 1915, dès son arrivée à Vilnius, alors que la Première Guerre mondiale bat son plein, il intègre l'association caritative d'assistance aux victimes de la guerre (Lietuvas Kara upuru biedrība). Sous l'occupation allemande, il est arrêté en novembre 1916, dans la maison de son père, pour l'incitation au soulèvement armé et la propagande de l'indépendance de la Lituanie, il est condamné à trois mois de prison.
Il est élu au Conseil de Lituanie en 1917 à la Conférence de Vilnius, il en devint le secrétaire, plus tard le secrétaire général. On retrouve son nom parmi les premiers correspondants du quotidien Lietuvos aidas créé par Antanas Smetona.